# Cylichnidia ovuliformis
Cylichnidia ovuliformis è una specie di mollusco gasteropode terrestre appartenente alla famiglia delle Ferussaciidae.

## Habitat e Distribuzione
È una specie endemica della regione atlantica di Madeira, luogo dove è conosciuta per la sua presenza solo sull'isola di Porto Santo. Sull'isola, esemplari di questa lumaca sono stati registrati in siti geografici diversi, ma tutti sui pendii delle montagne interne che formano l'entroterra isolano. Si caratterizza per vivere maggiormente a terra, spesso sotto rocce, tronchi e lettiere di foglie in decomposizione. In alcuni luoghi è minacciata dal disturbo dell'habitat causato dalle attività agricole vicine.